# Patrīcija Eiduka
Patrīcija Eiduka, née le 1er février 2000 à Riga, est une fondeuse lettonne.

## Biographie
Frère du fondeur Valts Eiduks, elle fait ses débuts officiels en fin d'année 2014 dans une course junior FIS.
En 2016, la Lettonne honore sa première sélection avec l'équipe nationale à l'occasion des Jeux olympiques de la jeunesse à Lillehammer.
Elle fait ses débuts dans l'élite en 2017 aux Championnats du monde, à Lahti, où elle prend la 56e place sur le sprint.
En 2018, après une participation aux Championnats du monde des junior à Goms, où elle finit dixième en sprint, elle prend part aux Jeux olympiques à Pyeongchang, où elle finit 62e du sprint classique et 44e du dix kilomètres libre en tant que seule membre de l'équipe féminine de Lettonie en ski de fond.
En décembre 2018, elle découvre la Coupe du monde lors de l'étape de Ruka (66e), puis prend le départ sur le Tour de ski. Lors des Championnats du monde 2019 à Seefeld, où elle finit 36e du sprint libre et 52e du dix kilomètres classique.
En janvier 2020, grâce à sa 27e place sur le dix kilomètres libre à Nové Město, elle inscrit ses premiers points pour le classement général de la Coupe du monde. Aux Championnats du monde des junior à Oberwiesenthal, elle frole le podium, terminant à la quatrième position du quinze kilomètres libre. Elle est ainsi choisie comme athlète lettonne de l'année.
La saison suivante, elle cumule de multiples résultats dans le top 30, terminant notamment 18e du sprint et 8e du dix kilomètres libre à Davos, ou encore dixième du dix kilomètres libre à Val di Fiemme sur le Tour de ski.
Son entraîneur est son père Ingus, qui perd la vie en 2021.

## Palmarès

### Jeux olympiques d'hiver
| Épreuve / Édition   | Sprint                           | Sprint    | 10 km | 10 km                            | Skiathlon 2 × 7,5 km | 30 km | Relais | Relais   |
| Épreuve / Édition   | libre                            | classique | libre | classique                        | Skiathlon 2 × 7,5 km | 30 km | Sprint | 4 × 5 km |
| JO 2018 Pyeongchang | Épreuve inexistante à cette date | 62e       | 44e   | Épreuve inexistante à cette date | -                    | -     | -      | -        |

Légende :
- : pas d'épreuve
- — : Non disputée par Eiduka

### Championnats du monde
| Épreuve / Édition        | Sprint                           | Sprint                           | 10 km                            | 10 km                            | Skiathlon 2 × 7,5 km | 30 km | Relais | Relais   |
| Épreuve / Édition        | libre                            | classique                        | libre                            | classique                        | Skiathlon 2 × 7,5 km | 30 km | Sprint | 4 × 5 km |
| Mondiaux 2017 Lahti      | 56e                              | Épreuve inexistante à cette date | Épreuve inexistante à cette date | -                                | -                    | -     | -      | -        |
| Mondiaux 2019 Seefeld    | 36e                              | Épreuve inexistante à cette date | Épreuve inexistante à cette date | 52e                              | -                    | -     | -      | -        |
| Mondiaux 2021 Oberstdorf | Épreuve inexistante à cette date | 43e                              | 43e                              | Épreuve inexistante à cette date | 38e                  | -     | -      | -        |

Légende :
- : pas d'épreuve
- — : Non disputée par Eiduka

### Coupe du monde
- Meilleur classement général : 37e en 2021.
- Meilleur résultat individuel : 8e.

#### Classements en Coupe du monde
| Année     | Classement général final | Classement distance | Classement sprint |
| 2019-2020 | 111e                     | 79e                 |                   |
| 2020-2021 | 37e                      | 33e                 | 49e               |